# Xã Jackson, Quận Daviess, Missouri
Xã Jackson (tiếng Anh: Jackson Township) là một xã thuộc quận Daviess, tiểu bang Missouri, Hoa Kỳ. Năm 2010, dân số của xã này là 675 người.